# WTA Poland Open 2022
WTA Poland Open 2022 (còn được biết đến với BNP Paribas Poland Open vì lý do tài trợ) là một giải quần vợt nữ thi đấu trên mặt sân đất nện ngoài trời. Đây là lần thứ 2 giải WTA Poland Open được tổ chức, và là một phần của WTA 250 trong WTA Tour 2022. Giải đấu diễn ra tại Legia Tennis Centre ở Warsaw, Ba Lan, từ ngày 25 đến ngày 31 tháng 7 năm 2022.

## Nội dung đơn

### Hạt giống
| Quốc gia | Tay vợt             | Xếp hạng† | Hạt giống |
| -------- | ------------------- | --------- | --------- |
| POL      | Iga Świątek         | 1         | 1         |
| KAZ      | Yulia Putintseva    | 39        | 2         |
| ESP      | Sara Sorribes Tormo | 41        | 3         |
| ROU      | Irina-Camelia Begu  | 44        | 4         |
| FRA      | Caroline Garcia     | 48        | 5         |
| HUN      | Anna Bondár         | 50        | 6         |
| ESP      | Nuria Párrizas Díaz | 54        | 7         |
| CRO      | Petra Martić        | 55        | 8         |
|          | Varvara Gracheva    | 59        | 9         |
| ITA      | Jasmine Paolini     | 61        | 10        |
| BEL      | Maryna Zanevska     | 72        | 11        |

† Bảng xếp hạng vào ngày 18 tháng 7 năm 2022.

### Vận động viên khác
Đặc cách:
- Maja Chwalińska
- Weronika Falkowska
- Martyna Kubka

Bảo toàn thứ hạng:
- Nadia Podoroska

Vượt qua vòng loại:
- Alexandra Cadanțu-Ignatik
- Sara Errani
- Arianne Hartono
- Jesika Malečková
- Raluca Șerban
- Rebeka Masarova

Thua cuộc may mắn:
- Kateryna Baindl
- Gabriela Lee
- Laura Pigossi

### Rút lui
Trước giải đấu
- Irina-Camelia Begu → thay thế bởi  Laura Pigossi
- Kaja Juvan → thay thế bởi  Magdalena Fręch
- Marta Kostyuk → thay thế bởi  Danka Kovinić
- Yulia Putintseva → thay thế bởi  Kateryna Baindl
- Laura Siegemund → thay thế bởi  Ana Bogdan
- Sara Sorribes Tormo → thay thế bởi  Gabriela Lee
- Zhang Shuai → thay thế bởi  Misaki Doi
- Tamara Zidanšek → thay thế bởi  Clara Burel

## Nội dung đôi

### Hạt giống
| Quốc gia | Tay vợt           | Quốc gia | Tay vợt              | Xếp hạng† | Hạt giống |
| -------- | ----------------- | -------- | -------------------- | --------- | --------- |
| HUN      | Anna Bondár       | BEL      | Kimberley Zimmermann | 119       | 1         |
| POL      | Katarzyna Kawa    | POL      | Alicja Rosolska      | 125       | 2         |
| GEO      | Natela Dzalamidze | SUI      | Viktorija Golubic    | 159       | 3         |
| KAZ      | Anna Danilina     | GER      | Anna-Lena Friedsam   | 174       | 4         |

† Bảng xếp hạng vào ngày 18 tháng 7 năm 2022.

### Vận động viên khác
Đặc cách:
- Zuzanna Bednarz /  Weronika Ewald
- Ania Hertel /  Martyna Kubka

Bảo toàn thứ hạng:
- Paula Kania-Choduń /  Renata Voráčová

### Rút lui
- Sophie Chang /  Angela Kulikov → thay thế bởi  Nuria Párrizas Díaz /  Arantxa Rus
- Anna Danilina /  Aleksandra Krunić → thay thế bởi  Anna Danilina /  Anna-Lena Friedsam
- Katarzyna Kawa /  Vivian Heisen → thay thế bởi  Andrea Gámiz /  Laura Pigossi
- Katarzyna Piter /  Alicja Rosolska → thay thế bởi  Katarzyna Kawa /  Alicja Rosolska
- Laura Siegemund /  Zhang Shuai → thay thế bởi  Réka Luca Jani /  Adrienn Nagy

## Nhà vô địch

### Đơn
- Caroline Garcia đánh bại  Ana Bogdan, 6–4, 6–1.

### Đôi
- Anna Danilina /  Anna-Lena Friedsam đánh bại  Katarzyna Kawa /  Alicja Rosolska, 6–4, 5–7, [10–5]